# Per Harrysson
Hans Per Stefan Harrysson (* 20. Februar 1967 in Åhus, Skåne län) ist ein ehemaliger schwedischer Fußballspieler. Der Mittelfeldspieler und Stürmer bestritt 50 Spiele in der Allsvenskan und erzielte dabei acht Tore. Er wurde 1989 Torschützenkönig der zweitklassigen Division 1 Södra. Mittlerweile ist er als Fußballfunktionär tätig.

## Laufbahn
Harrysson spielte zunächst in der Jugend von Horna Fure IF und Vilan BoIF, ehe der junge Stürmer in die Jugend des Traditionsvereins Malmö FF wechselte. Dort gehörte er zwar bald zum Kader der Mannschaft, konnte sich aber nicht durchsetzen. In der Spielzeit 1987 kam er zu einem Einsatz in der Allsvenskan und konnte gegen IK Brage ein Tor erzielen. Da er keine Zukunft für sich bei MFF sah, verließ er den Klub in Richtung zweite Liga. Bei Mjällby AIF konnte er sich einen Stammplatz erspielen und wurde mit 16 Saisontoren in der Spielzeit 1989 Torschützenkönig der zweiten Liga.
Unter Trainer Sanny Åslund konnte AIK nur Plätze im hinteren Mittelfeld der schwedischen Eliteserie belegen. Daher erhoffte man sich von der Verpflichtung der jungen Stürmertalente Harrysson und Bo Andersson einen Schub in Richtung vordere Plätze. Die beiden Stürmer konnten jedoch nicht überzeugen. Während Andersson in 17 Spielen der Spielzeit 1990 fünf Tore erzielen konnte, gelangen Harrysson, der in allen 22 Saisonspielen zum Einsatz kam, nur drei Treffer. Nach einem Trainerwechsel nach Ende der Spielzeit – der spätere Trainer der schwedischen Nationalmannschaft Tommy Söderberg übernahm den Posten auf der Trainerbank – fand sich Harrysson auf der linken Außenbahn wieder. Anfangs konnte er noch überzeugen und erzielte zwei Tore, Ende Mai verlor er jedoch nach durchwachsenen Leistungen seinen Platz in der Startelf. Lange Zeit musste er auf einen weiteren Einsatz im Trikot von AIK warten, ehe er Mitte Oktober in der Mästerskapsserien, der Meisterschaftsendrunde, beim Spiel gegen IFK Norrköping als Einwechselspieler zu seinem Comeback kam. Die 1:2-Niederlage war allerdings sein letztes Pflichtspiel für AIK.
Nach Ende der Spielzeit 1991 gab Harrysson seinen Abschied von AIK bekannt. Da seine Frau ihr Studium in Stockholm beendet hatte und eine Anstellung in der Nähe von Lund fand, zog das Paar gemeinsam in die Provinz Skåne län. Harrysson wechselte zum Zweitligisten Landskrona BoIS, mit dem er 1993 die Rückkehr in die Allsvenskan schaffte. In 18 Erstligaspielen in der Spielzeit 1994 erzielte er zwei Tore, der Klassenerhalt misslang jedoch. 
Harrysson wechselte 1995 abermals den Klub und kehrte zu Mjällby AIF zurück. Mit dem Klub konnte er aus der dritten Liga in die zweitklassige Division 1 aufsteigen. Die Mannschaft belegte in den beiden folgenden Jahren Mittelfeldplätze. Anschließend ließ er bei den Amateurklubs  Svalöv BK, Kävlinge GoIF und IF Lödde seine Karriere ausklingen.
Seit 2006 ist er im Vorstand bei seinem ehemaligen Verein Landskrona BoIS tätig.